# Marion Brown
Marion Brown (8. září 1931 – 18. října 2010) byl americký jazzový altsaxofonista. Profesionálně se hudbě věnoval od roku 1962, kdy se přestěhoval do New Yorku. Své první album jako leader nazvané Three for Shepp vydal v roce 1967 na značce Impulse! Records. Během své kariéry spolupracoval i s dalšími hudebníky, mezi které patří Archie Shepp, Harold Budd, John Coltrane, Paul Bley nebo Muhal Richard Abrams. Zemřel ve svých devětasedmdesáti letech po několikaleté neaktivitě v hudební oblasti.